# ヴァン・ダイク・パークス
ヴァン・ダイク・パークス（Van Dyke Parks、1943年1月3日 - ）は、アメリカの作曲家、編曲家、音楽プロデューサーである。
ワーナー・ブラザース・レコードの社員として働く傍ら楽曲を作成し続け、アルバムの売れ行きこそ芳しくないが、その高い音楽性から「奇才」などと評価される。自らが発表したアルバムや、他のミュージシャンとの作品を通して、音楽業界へ大きな影響を及ぼしてきた。とりわけ、ザ・ビーチ・ボーイズのアルバム『スマイル』の制作に携わったことで有名である。

## 子役から初期の音楽活動
1943年にミシシッピ州ハティスバーグに生まれ、ルイジアナ州のレイクチャールズで育った。兄のカーソン・パークスも同じく作曲家となった。1953年から1958年まで、子役として主に映画やテレビで活躍した。1956年のグレース・ケリー主演の『白鳥』にも出演した。
パークスはクラリネットを学んでいたが、1960年にカーネギー工科大学へ進学後に音楽を専攻して、ピアノを学んだ。1963年1月にギターを学び、カーソンと共にスティールタウン・トゥーを結成するために、ロサンゼルスへ引っ越した。スティールタウン・トゥーは後に、グリーンウッド・カウンティー・シンガーズへと発展していった。
1964年にパークスはMGMレコードと契約を結び、2枚のシングルを発表した。1966年に、レニー・ワロンカーの薦めでワーナー・ブラザース・レコードに移籍して、スタジオ・ミュージシャン、編曲家、そして作曲家として働いた。この間にパークスは、バーズのプロデューサーであったテリー・メルチャーの紹介で、ビーチ・ボーイズのブライアン・ウィルソンと出会っている。1966年には、バーズのアルバム『霧の5次元』のセッションに参加したことがきっかけで、デビッド・クロスビーにバンドへの参加を勧められたが、パークスは断った。

## スマイル
1966年、パークスはブライアン・ウィルソンに、『スマイル』の作詞家としての参加を要請された。しかしこのプロジェクトは、レコード会社や他のビーチ・ボーイズのメンバー、特にマイク・ラヴの反対に加えて、ウィルソン自身がドラッグの使用と共に精神に不調を来したため、1967年初めにパークスはこのプロジェクトから降りた。アルバムの製作は頓挫し、このうちの数曲のみがビーチ・ボーイズの次のアルバム『スマイリー・スマイル』の中で発表された。他の数曲もまた、カール・ウィルソンがまとめて後のアルバムに収録された。
『スマイル』は、1960年代随一の「失われたアルバム」として有名となった。2004年に、ブライアン・ウィルソンはこの神話となっていたプロジェクトを、彼の現在のバンドと共にまとめ上げることを発表して、音楽業界を驚かせた。パークスもまたウィルソンのプロジェクトに参加して、新たに録音された『スマイル』の楽曲のうち、「ミセス・オレアリーズ・カウ」がグラミー賞の最優秀ロック・インストゥルメンタルを受賞した。

## ソロ活動

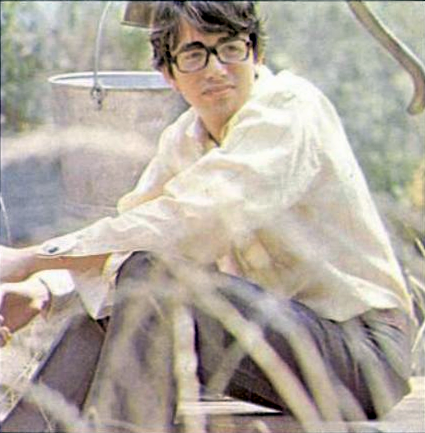
1967年

1968年、パークスは自身のデビュー・アルバムとして『ソング・サイクル』を発表した。このアルバムによって、パークスはラグタイムやニューオーリンズ・ジャズを始めとする古き良き時代のアメリカ音楽を掘り起こして現在のスタイルと結びつけるという、その後の彼の音楽スタイルを確立した。またランディ・ニューマンの楽曲である「ヴァイン・ストリート」を採用したことでも有名である。このアルバムは評論家の間でこそ好評を博したが、売り上げは全くふるわなかった。音楽評論家であるブラッド・リノは、パークスのこの手法に関して、「レコード屋のロック音楽のカテゴリーに置かれる、全くロックとは関係のない作品を作る名人である」と評した。
4年後、パークスは西インド諸島への旅によって触発されたアルバム『ディスカヴァー・アメリカ』を発表した。このアルバムは、トリニダード・トバゴ及びカリプソ音楽への豊かな讃辞を含んでおり、無名なカリプソの楽曲を自分なりに編曲して録音した。1976年に発表した『ヤンキー・リーパー』でもまた、同じ手法を使った。
1973年にははっぴいえんどのアルバム『HAPPY END』にプロデューサー、一部楽曲のアレンジ、演奏で参加した。
1984年に発表したアルバム『ジャンプ!』では、「レムスおじさん」と「ブラー・ラビット」というアメリカの寓話から詞を取り入れた。ここでは、ブロードウェイミュージカルで使われているオーケストラの縮小版に加えて、バンジョー、マンドリン、そしてスティールパンといったような、古き良き時代のアメリカ音楽で使われていた楽器を取り入れている。パークスはこのアルバムの作曲こそしたものの、編曲とプロデュースをしていない。マーティン・カイビーが作詞を担当した。
『ジャンプ!』に続き、1989年には『東京ローズ』を発表した。ここでは、19世紀から貿易摩擦に至るまでの日米関係について描き上げた。楽曲はオーケストラを使用したポップ・ミュージックが中心で、お馴染みのカリブ海の音楽で使われる楽器群に加えて、尺八や琴などの和楽器も使われた。聞き手は楽曲を通して、昔の東京から西部開拓時代を旅するというコンセプトが取られた。しかしこのアルバムは、売り上げが芳しくなかったばかりでなく、評論家の間でも話題に上がらなかった。
1995年、パークスは新作『オレンジ・クレイト・アート』のために、ブライアン・ウィルソンと再び組んだ。パークスが楽曲の大半を作ったが、ウィルソンがそれらにおいてボーカルを取った。このアルバムは、20世紀初頭のカリフォルニア南部へのトリビュートとなっており、カリフォルニア北部の美を称えた詞も含んでいる。
1998年には、パークスは、自身初のライブ・アルバムである『ムーンライティング〜ライヴ・アット・ザ・アッシュ・グローヴ』を発表した。この中でパークスは、19世紀のピアノ演奏家であるルイス・モロー・ゴットシャルクに対する敬愛心を表現している。このライブバンドには、コンサートマスターとしてシド・ペイジを招いている。
2007年、ブライアン・ウィルソンの曲「リヴ・レット・リヴ」のソングライティングに協力し、この曲は映画『北極のナヌー』のサウンドトラックに提供された。また、ウィルソンが2008年に発表したアルバム『ラッキー・オールド・サン』では、パークスが語りの部分の詞を提供した。
2013年4月にアルバム『スーパー・チーフ - ミュージック・フォー・ザ・シルバー・スクリーン』を、5月にアルバム『ソングス・サイクルド』をベラ・ユニオンから相次いでリリースした。前者はレコード・ストア・デイ限定LP、後者は2011年から2012年にかけて自身のレーベルBananastanからリリースされた7インチシングル6作品を1つにまとめたものである。
2019年公開の細野晴臣を主題とした日本のドキュメンタリー映画『NO SMOKING』には、細野の友人として出演し、「彼（細野）は僕のヒーローだ」と語っている。

## ディスコグラフィ
- ソング・サイクル - Song Cycle（1968年）
- ディスカヴァー・アメリカ - Discover America（1972年）
- ヤンキー・リーパー - The Clang of the Yankee Reaper（1975年）
- ジャンプ! - Jump!（1983年）
- 東京ローズ - Tokyo Rose（1989年）
- 漁師とその妻 - The Fisherman And His Wife（1989年）
- イディオシンクラティック・パス（ベスト盤） - Idiosyncratic Path: The Best of Van Dyke Parks（1994年）
- オレンジ・クレイト・アート - Orange Crate Art（1995年）
- ムーンライティング〜ライヴ・アット・ザ・アッシュ・グローヴ - Moonlighting: Live at the Ash Grove（1998年）
- スーパー・チーフ - ミュージック・フォー・ザ・シルバー・スクリーン - Super Chief: Music For The Silver Screen（2013年）
- ソングス・サイクルド - Songs Cycled（2013年）